# Geissorhiza furva
Geissorhiza furva là một loài thực vật có hoa trong họ Diên vĩ. Loài này được Ker Gawl. ex Baker miêu tả khoa học đầu tiên năm 1892.